# Feliz (canción)
"Feliz" es una canción de pop latino escrita e interpretada por Kany García. La canción fue elegida como el primer sencillo del segundo álbum de Kany, Boleto De Entrada. La canción fue lanzada a la radio el 22 de julio de 2009.

## Composición e inspiración
La canción "Feliz", tal como la contó la propia García, tiene influencia de la música latinoamericana . Garcías dice: "Es una celebración, una fiesta y, de alguna manera, refleja el estado de ánimo del álbum".  La canción se inspiró en una discusión que Kany tuvo con una de sus amigas. 

### Nueva versión
Una nueva versión de "Feliz" fue grabada durante el mes de noviembre para ser lanzada durante la época navideña del mes de diciembre. La nueva versión fue creada en cuatro países. Andrés Castro, productor de la canción y del álbum " Boleto De Entrada ", grabó las guitarras, el bajo y los elementos más amplios durante su visita a Colombia . La mezcla se llevó a cabo en Estados Unidos y Kany prestó su voz para la canción mientras promocionaba el álbum en México. La mezcla final se realizó vía web. Kany sobre la nueva versión:

I was fascinated by how and to be honest, I prefer this version because it is more effective for people, gives you much more joy and the fact that this had the fourth song enlivens.
Kany García

## Recepción
- Univision.com valoró positivamente la canción, diciendo: "Es una muestra del estado de ánimo que atraviesa el cantante, deja ver su lado más alegre y resalta la seguridad del que disfruta en el presente, sin salir". detrás del romanticismo que la ha caracterizado desde su debut." [4]
- Billboard elogió la canción calificándola de "una elección audaz para un sencillo y una canción pegadiza con un ritmo que roza el reggae-lite". También afirmó que "las letras agudamente observadoras y la voz ronca y dolorida de la cantante y compositora puertorriqueña son un contraste satisfactorio con el pop acústico animado detrás de ella. García hace muy bien el tono agridulce y es capaz de transmitir sentimientos heridos con sutileza en su voz incluso cuando aparentemente Señalar a alguien con el dedo en verso." [5]

## Vídeo musical
El vídeo musical de "Feliz" fue rodado en algunas ciudades de Nueva York . La imagen fue grabada en Williamsburg, una de las zonas más artísticas y populares de Brooklyn . El video incluye colores brillantes y efectos de animación, un ambiente ideal para la canción. Fue filmada con animación stop-motion y muestra a García celebrando su recién descubierta libertad. Viaja en el metro, vuela por un callejón y rueda por el Brooklyn Bridge Park. Comienza cuando Kany sale de un apartamento y camina por las calles de Nueva York. El vídeo está ambientado en cámara lenta con diferentes colores e imágenes de la palabra "Feliz" en cada objeto alrededor: "Billboard, Sand, ect". El vídeo musical fue dirigido por Picky Talarico.  

## Listado de pistas
Todos los temas de Kany García
CDR promocional de EE. UU.
1. "Feliz" (Edición de radio) - 2:37
2. "Feliz" (versión principal) - 2:39
3. "Feliz" (Versión Digital) - 2:38

## Rendimiento en listas
"Feliz" tuvo su impacto en Billboard Latin Songs en el puesto 50 y permaneció allí durante 15 semanas hasta alcanzar el puesto 15, donde se convirtió en el primer éxito Top 20 de Kany en esa lista. En el Billboard Latin Pop Airplay, debutó en el puesto 38. Alcanzó el puesto número 4 en Latin Pop Airplay, convirtiéndose en su tercer éxito en el Top 10. Fue un gran éxito en Puerto Rico, donde alcanzó el puesto número 1 y permaneció en esa posición durante semanas.

## Listas
| Lista (2009)                     | Mejor posición |
| -------------------------------- | -------------- |
| U.S. Billboard Hot Latin Tracks  | 15             |
| U.S. Billboard Latin Pop Airplay | 4              |
| Spanish Pop Chart                | 3              |
| Spanish Contemporany Chart       | 7              |

### Listas de fin de año
| Listas                           | Mejor posición |
| -------------------------------- | -------------- |
| U.S. Billboard Hot Latin Tracks  | 94             |
| U.S. Billboard Latin Pop Airplay | 34             |

## Historial de lanzamientos
| Región         | Fecha                | Etiqueta       | Formato          |
| -------------- | -------------------- | -------------- | ---------------- |
| Puerto Rico    | 20 de julio de 2009  | SonyBMG        | Radio            |
| Puerto Rico    | 14 de agosto de 2008 | SonyBMG        | Descarga digital |
| Estados Unidos | 22 de julio de 2009  | SonyBMG        | Radio            |
| Estados Unidos | 18 de agosto de 2009 | SonyBMG        | Descarga digital |
| América Latina | 22 de julio de 2009  | Sony BMG Norte | Radio            |